# قوزان (أديامان)
قوزان (بالكردية: Qozan‏) (بالتركية: Kozan)‏ هي قرية كرديّة تتبع إداريّاً لمديرية أديامان في محافظة أديامان التركية الواقعة في جنوب شرق الأناضول. وبلغ عدد سكانها 135 نسمة في عام 2021.